# Astrid Pollmann
Astrid Ann Marie Pollmann (* 6. Februar 1968 in Nieheim) ist eine deutsche Schauspielerin.

## Leben
Astrid Pollmann wuchs im Nordrhein-westfälischen Nieheim auf.
Nach ihrem Abitur absolvierte sie von 1986 bis 1990 ihre professionelle Schauspielausbildung an der Hochschule für Musik, Theater und Medien Hannover. Danach stand sie als Bühnendarstellerin an verschiedenen Theaterhäusern auf der Bühne, wie beispielsweise an der Freien Volksbühne Berlin, am Theater am Kurfürstendamm oder am Berliner Ensemble. Sie wirkte dabei in einer Vielzahl von Theaterstücken mit, wie beispielsweise in Leben des Galilei, Biedermann und die Brandstifter oder in Der aufhaltsame Aufstieg des Arturo Ui. Seit Ende der 1990er-Jahre ist Pollmann auch gelegentlich als Schauspielerin vor der Kamera tätig und wirkte dabei auch in mehreren Kurzfilmen und in Fernsehserien mit.
Astrid Pollmann heiratete im August 2004 den türkischstämmigen Erdoğan Atalay. Ende 2010 trennte sich das Ehepaar. Später (2013) erfolgte die Scheidung, sie waren von 1998 bis 2010 ein Paar. Ihre gemeinsame Tochter Pauletta Pollmann (* 2002) ist inzwischen ebenfalls als Schauspielerin tätig.
Seit September 2021 ist sie auch Künstlerische Leitung der Kultur im Speicher Hobrechtsfelde - Speicher Hobrechtsfelde.
Astrid Pollmann lebt in Berlin und Nieheim in Ostwestfalen.
Neben ihrer Muttersprache Deutsch spricht sie auch fließend Englisch.

## Filmografie (Auswahl)
- 1998: Die Kette (Kurzfilm)
- 2000: Maximum Speed
- 2000–2003: Alarm für Cobra 11 – Die Autobahnpolizei (Fernsehserie, 2 Folgen, verschiedene Rollen)
- 2003: Detroit (Kurzfilm)
- 2004: Der Pelz (Kurzfilm)
- 2015: Spiegelreflex (Kurzfilm)
- 2017: Weiber! Schwestern teilen. Alles.
- 2018: Cord (Kurzfilm)
- 2020: Freak City
- 2021: Das ist das letzte Mal, dass ich das mache (Kurzfilm)